# Енциклопедија српске историографије
Енциклопедија српске историографије  је једнотомно енциклопедијско дело издато у Београду 1997. године. У изради дела учествовало је 350 аутора а приређивачи су били српски историчари Раде Михаљчић и Сима Ћирковић. Енциклопедија се састоји од 762 стране двостубачног текста формата 290×200 милиметара. Текст је подељен у три целине:
- Приручна дела где се даје подаци о синтетичким прегледима српске прошлости, најзначајнијим издањима извора, историјској периодици и библиографијама.

- у одељку Установе дају се подаци о научно-истраживачким установама које се бави историјско-научним истраживањима, музејима,  архивима, заводима за заштиту споменика културе.

- Најобимнији је део Истраживачи и писци где се дају подаци о 937 аутора који су писали о српској прошлости. Аутори су ограничили излагање на модерну историографију са почетком од Јована Рајића.

## Избор из садржаја
- Трајковић, Ненад (1997). „Завод за заштиту споменика културе града Приштине”. Енциклопедија српске историографије. Београд: Knowledge. стр. 250.
- Будимир, Милорад (1997). „Покрајински завод за заштиту споменика културе - Приштина”. Енциклопедија српске историографије. Београд: Knowledge. стр. 249.
- Шутаковић-Андрић, Наташа (1997). „Општински завод за заштиту споменика културе у Призрену”. Енциклопедија српске историографије. Београд: Knowledge. стр. 248—249.